# Tantalus Fossae

Tantalus Fossae

Le Tantalus Fossae sono un insieme di faglie tettoniche presente sulla superficie di Marte ad ovest della zona vulcanica di Alba Patera nella quadrante di Arcadia. Si estendono in modo grezzamente parallelo tra loro per oltre 2000 km in direzione NE-SW tra i 31° e i 67° di latitudine nord e tra i 251° e i 291° di longitudine ovest.
Le Tantalus Fossae sono il risultato delle sollecitazioni tettoniche a cui è stata esposta la crosta marziana che in questa regione veniva sollecita ad estendersi. Sono intersecate in direzione quasi ortogonale (NW-SE) da alcuni canali generati dalle emissioni laviche della vicina Alba Patera. In alcuni tratti i canali attraversano le faglie, in altri sono da queste interrotti: ciò suggerisce che più colate laviche e più fratture si siano susseguite e intervallate nel tempo.

La formazione è stato battezzata dall'Unione Astronomica Internazionale con riferimento a Tantalo, personaggio della mitologia greca, cui già era dedicata in epoca classica un'albedo posta poco più ad ovest.